# Osório Citora Afonso

Wappen von Osório Citora Afonso als Weihbischof in Maputo

Osório Citora Afonso IMC (* 6. Mai 1972 in Ribauè, Provinz Nampula) ist ein mosambikanischer römisch-katholischer Ordensgeistlicher und ernannter Bischof von Quelimane.

## Leben
Osório Citora Afonso trat der Ordensgemeinschaft der Consolata-Missionare und studierte Philosophie am Priesterseminar Santo Agostinho in Matola sowie Theologie am Institut Saint-Eugène de Mazenod in Kinshasa. Er legte am 21. Juni 2001 in Kinshasa die ewige Profess ab und empfing am 3. November 2002 das Sakrament der Priesterweihe.
Nach der Priesterweihe war er bis 2005 in Kinshasa in der Pfarrseelsorge und anschließend ein Jahr als Regionalrat seiner Gemeinschaft in der Demokratischen Republik Kongo tätig. Von 2006 bis 2010 studierte er in Rom am Päpstlichen Bibelinstitut und erwarb das Lizenziat in biblischer Theologie. Weitere Studien unternahm er von 2008 bis 2009 an der Hebräischen Universität Jerusalem und von 2010 bis 2011 an der École biblique et archéologique française de Jérusalem. Von 2008 bis 2010 gehörte er zudem dem Rat der Generalkurie seiner Ordensgemeinschaft an. Von 2011 bis 2013 war er lokaler Mitarbeiter der Apostolischen Nuntiatur in Kinshasa sowie Ausbilder und Ökonom des theologischen Seminars in Kinshasa. Von 2014 bis 2016 war er Leiter des Missionszentrums des Bistums Vittorio Veneto und Superior der Casa Milaico in Treviso. Anschließend war er für ein Jahr Regionalrat für Italien und Ausbilder am internationalen theologischen Seminar von Bravetta in Rom. 2017 wurde er Mitarbeiter der Kongregation für die Evangelisierung der Völker und war hier bis zu seiner Ernennung zum Weihbischof in der Sektion für die Erstevangelisierung und die neuen Teilkirchen tätig.
Papst Franziskus ernannte ihn am 21. September 2023 zum Titularbischof von Putia in Numidia und zum Weihbischof in Maputo. Der Pro-Präfekt des Dikasteriums für die Evangelisierung, Luis Antonio Kardinal Tagle, spendete ihm am 28. Januar des folgenden Jahres im Pavilhão do Ferroviário in Nampula die Bischofsweihe. Mitkonsekratoren waren der Erzbischof von Nampula, Inácio Saure IMC, und der Erzbischof von Maputo, João Carlos Hatoa Nunes.
Am 25. Juli 2025 bestellte ihn Papst Leo XIV. zum Bischof von Quelimane.